# Як-50 (1949)
Як-50 — советский опытный легкий истребитель-перехватчик, непосредственное развитие Як-30, но с углом стреловидности крыла в 45° и более мощным двигателем ВК-1 с 2700 кгс тяги. Было изготовлено два опытных образца истребителя-перехватчика Як-50 в 1949 и в 1950 годах. В серии истребитель Як-50 не строился, поскольку на заводах уже осваивался МиГ-17 — дальнейшее развитие весьма удачного истребителя МиГ-15.

## История
Летом 1948 года Совет Министров СССР утвердил план опытного строительства самолетов на 1948 год. В соответствии с этим планом ОКБ А.С. Яковлева предписывалось разработать экспериментальный одноместный истребитель со скоростью равной или большей скорости звука. В этот период страны Западной Европы и США усиленно развивали авиацию стратегического назначения и для адекватного ответа необходимы были перехватчики этих бомбардировщиков. По собственной инициативе в ОКБ Яковлева начали работу над подобным перехватчиком и в феврале 1949 года вышло постановление Совмина о постройке истребителя-перехватчика.
В соответствии с этим постановлением на самолете должны были установить двигатель ВК-1, со взлетной тягой 2700 кгс, скорость должна быть 1135 км/ч на высоте 4200 м, скороподъёмность 3-3,5 минуты на высоту 10000 м, потолок 15 000- 16 000 м и продолжительность полета 40-45 минут.
К середине 1949 года самолет Як-50 был сконструирован и передан на заводские испытания. Самолет соответствовал проектным характеристикам, имел малый вес, сверхзвуковую скорость, высокую скороподъёмность, потолок 16 км, радиотехническое оборудование, бронированную кабину и соответствующее вооружение. Заводские испытания  и первый полет выполнил летчик-испытатель С.Н. Анохин. За год испытаний были устранены выявленные недоработки.
В июне 1950 года Як-50 передали на государственные испытания, которые не были завершены из-за серьезных конструкционных недостатков, не позволявшие использовать в полном объеме боевые качества самолета. В 1950 году было принято решение министерства обороны о сокращении номенклатуры самолетов для экономии средств при эксплуатации авиапарка, подготовки летных кадров и обеспечивающих служб. Работы по Як-50 были прекращены. Основными самолетами истребительной авиации стали "МиГи".

## Конструкция
Як-50 - легкий истребитель-перехватчик. Для максимально возможного снижения полетной массы в конструкции наряду с традиционными дюралюминиевыми сплавами Д-16, В-95 и сталью 30ХГСНА широкое применение нашли легкие магниевые сплавы МА-1 и МА-8. Применение велосипедного шасси позволяло сделать крыло более жестким, без вырезов под ниши уборки шасси.
Фюзеляж - полумонокок с работающей обшивкой, технологически разделен на две части: носовую и хвостовую, что обеспечивало доступ для установки и съема двигателя, а также монтажа заднего топливного бака. Щель разъема закрывалась стыковой лентой. В носовой части располагалась герметичная кабина и носовой кок, в котором размещались агрегаты радиолокационной станции и фотопулемет. Хвостовая часть фюзеляжа переходила в несъёмную часть киля.
Герметичная кабина вентиляционного типа с наддувом от компрессора двигателя. Фонарь кабины состоял из неподвижного козырька и сдвижной части. При аварийной ситуации происходил сброс сдвижной части фонаря и летчик мог покинуть самолет с помощью катапультного кресла. Бронирование кабины пилота включало 60-мм бронестекло, переднюю 8-мм бронеплиту и 10-мм бронезаголовник.
Крыло - стреловидное, двухлонжеронное. Стыковка с фюзеляжем осуществлялась с помощью четырех узлов, установленных на балке и переднем лонжероне крыла и угольников по контуру бортовых нервюр. На верхней поверхности крыла установлены три аэродинамических гребня, которые препятствовали распространению срыва потока от корня к концу. На нижней поверхности крыла вдоль концевой нервюры также имелся аэродинамический гребень, препятствующий распространению срыва потока от крыльев стойки к элерону.
Механизация крыла - элероны с внутренней компенсацией и щитки-закрылки. Закрылки отклонялись при взлете на 20 градусов, а при посадке на 50 градусов . При отклонении они сдвигались назад по направляющим. В убранном положении каждый закрылок фиксировался шестью замками. Управление закрылками пневматическое.
Хвостовое оперение - стреловидное. Горизонтальное оперение - стабилизатор и руль высоты. Стабилизатор стыковался с килем четырьмя болтами. На руле высоты устанавливался триммер. Вертикальное оперение  - киль с рулем направления. Руль высоты отклонялся вверх на 38 градусов вниз на 22 градуса. Руль направления отклонялся вправо и влево на 30 градусов.
Управление элеронами и рулем высоты жесткое. Управление рулем направления тросовое. Триммер руля высоты управлялся с помощью многоступенчатой карданной передачи.
Шасси - велосипедного типа с масляно-воздушной амортизацией и рычажной подвеской колес. Основная опора располагалась по оси симметрии самолета под фюзеляжем, передняя опора в носовой части. На концах крыльев были установлены подкрыльные стойки, которые предохраняли  крылья от повреждений в случае большого крена. Колесо передней опоры было управляемым, а колеса основных опор снабжены тормозами. Уборку и выпуск шасси, а также управление тормозами обеспечивала пневмосистема.
Силовая установка - турбореактивный двигатель ВК-1 развивал тягу 2700 кгс. Воздух к двигателю поступал через лобовой воздухозаборник по двум туннелям проходящим вдоль бортов фюзеляжа  и огибающим кабину. Запуск двигателя производился от аэродромной пусковой тележки, на которой устанавливался аккумулятор, пусковая панель и стартер. Топливо находилось в двух фюзеляжных баках, общим объемом 1015 литров. Передний бак располагался за кабиной пилота, а задний находился в хвостовой части и огибал реактивную трубу двигателя.
Самолет был оснащен системой пожаротушения углекислом газом. Термоизвещатели были отрегулированы на температуру 120 градусов.
Вооружение - две пушки калибра 23 мм с боезапасом по 80 патронов. Пушки были установлены под полом кабины пилота. Для обеспечения контроля результатов боевых и учебных стрельб в носовом коке устанавливался фотопулемет.

## Тактико-технические характеристики

Як-50

### Технические характеристики
- Экипаж: 1 человек
- Длина: 11.185 м
- Размах крыла: 8.01 м
- Площадь крыла: 16 м²
- Масса
  - Пустого: 3085 кг
  - Нормальная взлётная: 4155 кг
- Двигатели: 1 ТРД ВК-1
- Тяга: 1 х 2700

### Лётные характеристики
- Максимальная скорость: 1120 км/ч
- Дальность полёта: 850 км
- Практический потолок: 16050 м
- Максимальная скороподъемность: 4080 м/мин

### Вооружение
- Стрелково-пушечное: 2 × 23 мм пушки НР-23